# Medalist (Manga)
Medalist (jap. メダリスト) ist eine Manga-Serie von Ikada Tsurumaikada, die seit 2020 in Japan erscheint. Der Sportmanga über eine junge Eiskunstläuferin und ihren Trainer wurde in mehrere Sprachen übersetzt, darunter ins Deutsche, und erhielt 2025 eine Adaption als Anime.

## Inhalt
Der Eiskunstläufer Tsukasa Akeuraji musste seinen Traum, bei Meisterschaften anzutreten, aufgeben. Er hat mit dem Training zu spät angefangen und inzwischen keine Chance mehr, auch nur bei einer Revue teilzunehmen. Doch der Sport ist seine Leidenschaft, den er weiter verfolgt. Und um ihm nahe zu sein, arbeitet er in einer Eislaufhalle. Dort kann er viele Kinder beobachten, die den gleichen Traum verfolgen, den er hatte. Unter ihnen das Mädchen Inori Yuitsuka, die er jedoch mit seinen Erfahrungen ernüchtert. Nur mit dem richtigen Training hat sie eine Chance, und so verabschiedet er sie mit einer Liste von Vereinen, in denen sie trainieren kann. Kurz darauf wird Tsukasa zu einem Vorstellungsgespräch eingeladen und erhält die Gelegenheit, als Assistenztrainer anzufangen. Da platzt die Mutter von Inori herein. Sie will ihrer Tochter eigentlich das Eislaufen ausreden, da ihre ältere Schwester schon unter dem Druck in dem Sport zerbrochen ist. Aber Tsukasa lässt Inori laufen und erkennt ihr Talent, ihren Ehrgeiz und was sie bereits alles gelernt hat. Er will sich ihr als Trainer annehmen.

## Veröffentlichung
Der Manga erscheint seit Mai 2020 in Einzelkapiteln im Magazin Afternoon beim Verlag Kodansha. Dieser brachte die Kapitel auch gesammelt in bisher 13 Bänden heraus (Stand Juni 2025). 2023 gewann die Serie den Shōgakukan-Manga-Preis in der allgemeinen Kategorie. 2024 wurde die Serie mit dem Kōdansha-Manga-Preis in der allgemeinen Kategorie ausgezeichnet.
Eine deutsche Übersetzung erscheint seit November 2023 bei Crunchyroll in bisher elf Bänden (Stand Juli 2025). Die Übersetzung stammt von Yuko Keller. Auf Englisch erscheint die Serie beim amerikanischen Ableger von Kodansha, auf Italienisch bei J-Pop und auf Chinesisch bei Tong Li Publishing.

## Anime-Adaption
Im Mai 2023 wurde eine Adaption der Reihe als Anime-Fernsehserie angekündigt. Die Ausstrahlung erfolgte vom 5. Januar bis 30. März 2025 in 13 Episoden. Die Produktion entstand bei Studio ENGI unter der Regie von Yasutaka Yamamoto und nach einem Drehbuch von Jukki Hanada.
Mit Ausstrahlung der letzten Folge der ersten Staffel wurde eine zweite Staffel angekündigt, die im Januar 2026 starten soll.